# Luigi La Nuza
Luigi La Nuza, S.J. (1591 Licata – 21. října 1656 Palermo) byl italský římskokatolický duchovní, jezuita a misionář.

## Život
Narodil se roku 1591 v Licatě na Sicílii, jako syn Giovanniho a  Leandry Spina-Rizzone. Ačkoli se narodil na Sicílii, dětství strávil ve Španělsku, ve městě Zaragoza, kde jeho otec sloužil jako kapitán pěchoty. Roku 1603 se vrátil do vlasti a začal studovat na jezuitském Collegio Massimo v Palermu.
V osmnácti letech se po duchovních cvičeních rozhodl vstoupit do Tovaryšstva Ježíšova. Roku 1609 vstoupil do noviciátu v Messině. Studoval rétoriku a filozofii a po dokončení studií byl poslán do Trapani, kde se věnoval výuce. Roku 1618 byl povolán jako profesor teologie do Palerma. Roku 1624 byl vysvěcen na kněze a 1. listopadu 1626 složil řeholní sliby.
Brzy zahájil horlivý apoštolát. Věnoval se zejména kázání a zpovídání. Často se modlil v ulicích nebo na náměstích a soustředil se na umučení Krista a na svou lásku k eucharistii a Panně Marii. Vybízel k pokání. Zpovídal dlouho do noci lidi z nejrůznějších vrstev. Cestoval po španělských čtvrtích, aby vzdělával vojáky, a navštěvoval nemocnice a věznice. Procestoval celou Sicílii, proto je nazýván apoštolem Sicílie.
Jezuitské mise se také zaměřovaly na vymýcení určitých forem pověr, které se často vyskytovaly v malých vesnicích, což otci La Nuzovi umožnilo založit pro tyto účely několik kongregací, ale další zasvětil péči o chudé a Romy. Shromažďoval velké částky peněz na péči o sirotky.
Zemřel 21. října 1656.

## Proces svatořečení
Proces byl zahájen v palermské arcidiecézi 17. února 1713. Dne 25. března 1847 uznal papež Pius IX. jeho hrdinské ctnosti.